# Koroška (zvezna dežela)
Koróška (nemško Kärnten; slovensko avstrijska Koroška, staroslovensko Korotan) je avstrijska zvezna dežela na jugu Avstrije. Geografsko jo v njenem središču tvori pretežno kotlina med Alpami.
Prek Karnijskih Alp na jugozahodu meji z Italijo, prek Karavank na jugu pa s Slovenijo. Gorovje Visoke Ture jo na severozahodu ločuje od zvezne dežele Salzburg. Na severu in vzhodu meji na zvezno deželo Štajersko, na zahodu pa na vzhodni del Tirolske. Glavna naravna zanimivost so njena ledeniška jezera (največje je Vrbsko), Drava pa je najpomembnejša reka, ki teče po njenem ozemlju.
Glavno mesto dežele je Celovec (nem. Klagenfurt) z okoli 100.000 prebivalci, gospodarsko pomemben in le malo manjši je Beljak (nemško Villach) z več kot 60.000 prebivalci; obe večji mesti imata poseben statut in sta medsebojno močno ekonomsko povezani, saj ležita v isti kotlini na osi vzhod-zahod. Poleg njiju je dežela administrativno razdeljena na 8 okrajev (bezirk), pri čemer sta dva okraja podeželski okolici Celovca in Beljaka. Okrajna središča so (nekatera imena so dvojezična): Wolfsberg / Volšperk), Spittal an der Drau / Špital ob Dravi, Šentvid ob Glini / Sankt Veit an der Glan, Velikovec / Völkermarkt, Feldkirchen in Kärnten / Feldkirchen in Šmohor / Hermagor. Drugi pomembnejši kraji so še: (po velikosti) Borovlje / Ferlach, Kriva Vrba / Krumpendorf am Wörther See, Vrba na Koroškem / Velden am Wörther See, Šentpavel v Labotski dolini / Sankt Paul im Lavanttal, Breže / Friesach, Gmünd, Šentandraž v Labotski dolini / Sankt Andrä, Pliberk / Bleiburg, Bistrica v Rožu / Feistriz im Rosental, Železna Kapla / Eisenkappel, Krka / Gurk, Gospa Sveta / Maria Saal, Krnski grad / Karnburg itd.
Po površini je Koroška peta največja avstrijska dežela, s Salzburško pa si delita 6. in 7. mesto po številu prebivalstva.
Dežela Koroška se je v visokem srednjem veku izoblikovala kot pravna in zgodovinska naslednica nekdanje slovanske kneževine Karantanije, zaradi česar so ji tudi v obdobju vladavine Habsburžanov pripadale nekatere posebne, z njenim slovenskim značajem povezane pravice in privilegiji. Koroška je bila kot dvojezična dežela na skrajnem jugu nemško govorečega ozemlja vsaj od sredine 19. stoletja podvržena močnim ponemčevalnim pritiskom, ki so bistveno spremenili jezikovno podobo dežele. Po koroškem plebiscitu leta 1920 je največji del dežele pripadel Avstriji. Prebivalstvo zvezne dežele Koroške je danes pretežno nemško govoreče z značilnim naglasom. Slovenska narodna skupnost, ki je še na začetku 20. stoletja predstavljala tretjino koroškega prebivalstva, šteje po uradnih podatkih iz zadnjega popisa približno 15.000 pripadnikov (neuradne ocene so okrog 50.000 ali desetina prebivalstva Koroške), ki živijo pretežno na jugu dežele (Južna Koroška).

## Poimenovanje
Za ime Karantanija, iz katerega sta izpeljana tako slovensko (staroslovensko Korotan, sodobno Koroška) kot nemško (Kärnten) poimenovanje dežele, obstaja več razlag.
Najbolj uveljavljena med njimi pravi, da naj bi ime izviralo iz enega od starih keltskih jezikov, ki so se v 1. tisočletju pred našim štetjem govorili na območju Vzhodnih Alp. Obstajata dve razlagi: po prvi naj bi poimenovanje Karantanija izhajalo iz besede carant ('prijatelj, sorodnik'), kar bi se torej v grobem prevedlo kot  'Dežela prijateljev' oz. 'Dežela tistih, ki so se spoprijateljili'. Ime naj bi se nanašalo na enega od tukaj živečih keltskih plemen iz časa bronaste dobe.
Po drugi razlagi naj bi poimenovanje Karantanija izhajalo iz keltskega  karanto za 'kamen, čer'  – iz istega korena naj bi bila izpeljana tudi druga koroška zemljepisna imena, kot so Krnski grad (nemško Karnburg),  Karavanke, Karnijske Alpe in podobna.
S Karantanijo je zelo očitno povezan staroslovenski naziv Korotan, iz katerega izhaja današnje slovensko poimenovanje Koroška oz. Koroško (izvorno gre za pridevnik *korot-sk-a oz. *korot-sk-o).
Iz staroslovenskega poimenovanja Korotan sta bili že v preteklosti izpeljani vsaj dve slovanski oz. slovenski teoriji o izvoru imena Karantanija: po prvi naj bi poimenovanje Gorotan oz. Gorostan pomenilo 'Dom (stan) v gorah' oz. 'Dom med gorami', kar ustreza zemljepisnim značilnostim Koroške. Druga slovanska teorija pa pravi, da je dežela Korotan, podobno kot mnoge druge slovanske dežele (Hrvaška, Srbija, Češka, Rusija), pravzaprav dobila ime po slovanskem plemenu, ki jo je naselilo – v tem primeru Horutancev  (Nestorjeva kronika iz leta 1113 izrecno navaja Horutance kot enega od starih slovanskih plemen na ozemlju današnje Poljske, še pred selitvami narodov). Po tej teoriji bi torej Korotan/Karantanija pomenilo preprosto 'deželo Horutancev/Karantancev'.

## Simboli

### Grb
Današnji grb Koroške se prvič pojavi v času vladavine vojvode Ulrika Spanheimskega, ki ga je prevzel kot sredstvo za uveljavljanje svojih ozemeljskih zahtev v dednem sporu z Babenberžani. Kot deželni grb Koroške ga dokončno uveljavi Ulrikov bratranec in naslednik na koroškem prestolu, češki kralj Otokar II. Přemysl. Podoba grba je od takrat do današnjih dni skoraj nespremenjena: »Okrašen z zlatimi in rdečimi peresi, spredaj trije vzpenjajoči se črni levi z rdečimi kremplji in jezikom, zadaj srebrno bruno na rdečem polju, na čeladi z zlato krono dva zlata bivolja rogova, vsak od njiju na zunanji strani opremljen s petimi zlatimi paličicami, na vsaki od njih pa trije lipovi listi - na desni strani črni, na levi strani rdeči«.

### Zastava
Koroška zastava je rumeno-rdeče-bela in je edina trobojnica med zastavami avstrijskih zveznih dežel.

### Deželna himna
Današnja deželna himna Koroške je Koroška domovinska pesem  (nemško Kärntner Heimatlied). Besedilo je bilo napisano leta 1822, uglasbena pa je bila leta 1835. Opisuje naravne lepote Koroške.

## Znamenitosti
- Bad Kleinkirchheim (smučarsko središče)
- Breže /Friesach
- Dobrač /Villacher Alpe
- Gospa Sveta /Maria Saal
- Grad Ostrovica (Burg Hochosterwitz)
- Grad Vajškra (Landskron; v okviru kompleksa grajskih ruševin je v poletnih mesecih razstava ptic roparic) in Affenberg /Hrib opic v bližini Beljaka (Villach)
- Grossglockner /Veliki Klek
- Heiligenblut /Sveta Kri
- Jezera na avstrijskem Koroškem
- Sostolnica Marijinega vnebovzetja, Krka
- Krnski grad /Karnburg
- Minimundus (Celovec)
- Nockberge (naravni oz. biosferni park)
- Vojvodski prestol
- Požarnica
- grad Straßburg
- Sveče pri Bistrici v Rožu: Galerija Franceta Goršeta (pred njo so portretne glave pomembnih slovensko- koroških kulturnih in političnih osebnosti, ki jih je izdelal znameniti slovenski kipar)
- Šentandraž v Labotski dolini / Sankt Andrä im Lavanttal
- Tinje, Katoliški dom prosvete Sodalitas
- Prelaz Turracher Höhe
- Virunum
- Ziljska dolina